# قطار مسافربری
قطار مسافربری قطاری است که برای جابجایی افراد در طول یک خط راه‌آهن استفاده می‌شود. این قطارها ممکن است از واگن‌های راه‌آهن مسافربری بدون نیرو (که به عنوان واگن یا واگن نیز شناخته می‌شوند) تشکیل شده باشند که توسط یک یا چند لوکوموتیو حمل می‌شوند، یا ممکن است خودکششی باشند. قطارهای مسافربری خودکششی به عنوان چند واحد یا واگن ریلی شناخته می‌شوند. قطارهای مسافری در ایستگاه‌ها یا انبارها توقف می‌کنند، جایی که مسافران می‌توانند سوار و پیاده شوند. در بیشتر موارد، قطارهای مسافربری بر اساس برنامه زمانی ثابتی کار می‌کنند و نسبت به قطارهای باری اولویت دارند.
قطارهای مسافری ممکن است از تعدادی واگن مسافری تشکیل شده باشند که توسط یک یا چند لوکوموتیو حمل می‌شوند یا ممکن است از واگن‌های خودکششی تشکیل شده باشند. طراحی خودرو و ایمنی کلی قطارهای مسافری به‌طور چشمگیری در طول زمان تکامل یافته‌است و سفر با راه‌آهن را به‌طور قابل توجهی ایمن کرده‌است. برخی از قطارهای مسافربری، چه در مسافت‌های طولانی و چه در مسافت‌های کوتاه، از واگن‌های دوطبقه (دو طبقه) برای جابه جایی مسافران بیشتری در هر قطار استفاده می‌کنند. قطارهای مسافری که توسط لکوموتیوها جابجا می‌شوند، گران‌تر از چندین واحد هستند، اما ظرفیت مسافر بیشتری دارند.
بسیاری از خدمات معتبر قطارهای مسافربری نام ویژه ای به خود اختصاص داده‌اند که برخی از آنها در ادبیات و داستان مشهور شده‌اند.

## تاریخچه
اولین موردی که لوکوموتیو راه‌آهن قطاری را که مسافران حمل می‌کرد، در سال ۱۸۰۴ در کارخانه آهن پنیدارن در ولز کشید، زمانی که ۷۰ کارمند کارخانه آهن با موتوری که توسط ریچارد ترویتیک طراحی شده بود، ۹ مایل جابجا شدند. در سال ۱۸۰۸، Trevithick یک قطار مسافربری به نام Catch Me Who Can را در یک حلقه کوچک از مسیر در لندن اجرا کرد. این نمایشگاه که به مدت پو هفته ادامه داشت، هزینه سواری را از مسافران دریافت می‌کرد. اولین قطار مسافربری در خدمات عادی، قطاری با اسب در راه‌آهن سوانسی و مامبلز بود.
اولین قطار بخار حامل مسافران در راه‌آهن عمومی توسط لوکوموشن شماره ۱ در راه‌آهن استاکتون و دارلینگتون در سال ۱۸۲۵ با سرعت ۱۵ مایل در ساعت حرکت کرد.
سفر با قطارهای مسافربری در ایالات متحده در دهه ۱۸۳۰ آغاز شد و در دهه ۱۸۵۰ و ۱۸۶۰ رایج شد.
در ایالات متحده، قطارهای ساده، مانند شهر سانفرانسیسکو، از دهه ۱۹۲۰ برای تقویت مجدد خدمات قطارهای مسافربری و رقابت با خودروها و هواپیماها توسعه یافتند.
اولین قطار مسافربری برقی در نمایشگاه صنعتی برلین در سال ۱۸۷۹ به نمایش گذاشته شد. اولین قطار مسافربری الکتریکی تجاری موفق، تراموا گروس-لیچترفلد، یک سال بعد در لیخترفلده حرکت کرد.

## قطارهای راه دور
قطارهای مسافت طولانی بین بسیاری از شهرها یا مناطق یک کشور حرکت می‌کنند و گاهی اوقات از چندین کشور عبور می‌کنند. آنها اغلب یک ماشین ناهار خوری یا ماشین رستوران دارند تا مسافران بتوانند در طول سفر خود غذا بخورند. قطارهایی که یک شبه حرکت می‌کنند ممکن است واگن‌های خواب نیز داشته باشند. در حال حاضر، بسیاری از سفرها در این مسافت‌های بیش از ۵۰۰ مایل (۸۰۰ کیلومتر) در بسیاری از کشورها از طریق هوا انجام می‌شود، اما در کشورهای دیگر، سفرهای طولانی با راه‌آهن، محبوب یا تنها راه ارزان برای سفر در مسافت‌های طولانی است.
شینکانسن سری N700 نوزومی بین توکیو و اوزاکا در حدود دو ساعت و نیم حرکت می‌کند.
مقاله اصلی: راه‌آهن پرسرعت
یکی از دسته‌بندی قطارهای مسافت طولانی قابل توجه و رو به رشد، ریل‌های سریع‌السیر است که عموماً با سرعت‌های بالاتر از ۲۰۰ کیلومتر در ساعت (۱۲۰ مایل در ساعت) حرکت می‌کند و اغلب در یک مسیر اختصاصی کار می‌کند که بررسی شده و برای تطبیق با سرعت‌های بالا آماده شده‌است. اولین نمونه موفق سیستم ریلی مسافری پرسرعت Shinkansen ژاپن بود، که در زبان عامیانه به عنوان "قطار گلوله" شناخته می‌شود، که در اکتبر ۱۹۶۴ شروع به کار کرد. نمونه‌های دیگر عبارتند از LeFrecce ایتالیا، TGV فرانسه (Train à Grande). Vitesse، به معنای واقعی کلمه "قطار پرسرعت")، ICE آلمان (Inter-City Express) و AVE اسپانیا (Alta Velocidad Española).
در بیشتر موارد، سفر با ریل پرسرعت زمانی که مسافت‌ها از ۵۰۰ تا ۶۰۰ کیلومتر (۳۱۰ تا ۳۷۰ مایل) تجاوز نمی‌کنند، از نظر زمان و هزینه با سفر هوایی رقابت می‌کنند، زیرا مراحل ورود و ورود به فرودگاه می‌تواند حداقل دو ساعت به آن اضافه کند. زمان کلی حمل و نقل همچنین، هزینه‌های عملیاتی راه‌آهن در این فواصل زمانی که مقدار سوخت جت مصرف‌شده توسط هواپیما در طول برخاستن و صعود در نظر گرفته شود، ممکن است کمتر باشد. سفر هوایی با افزایش مسافت سفر مقرون به صرفه‌تر می‌شود، زیرا سوخت کمتر از هزینه عملیاتی کلی هواپیما را تشکیل می‌دهد.
برخی از سیستم‌های ریلی سریع‌السیر از فناوری کج برای بهبود پایداری در منحنی‌ها استفاده می‌کنند. نمونه‌هایی از قطارهای کج‌شده عبارتند از: قطار مسافری پیشرفته (APT)، پندولینو، سری N700 Shinkansen , Amtrak 's Acela و Talgo اسپانیایی. کج کردن شکلی پویا از بالا بردن ارتفاع است که به ترافیک کم سرعت و پرسرعت اجازه می‌دهد تا از مسیر یکسانی استفاده کنند (البته نه به‌طور همزمان)، و همچنین سواری راحت تری را برای مسافران ایجاد می‌کند.
قطار برقی شیب دار، سریع‌ترین قطار استرالیا، بین بریزبن و راکهمپتون در کوئینزلند، با مسافت ۶۱۵ کیلومتر کار می‌کند.
نوشتار اصلی: راه‌آهن بین شهری
«بین شهری» یک اصطلاح کلی برای هر سرویس ریلی است که از قطارهایی با توقف محدود برای ارائه سفرهای طولانی مدت سریع استفاده می‌کند. خدمات بین شهری را می‌توان به سه گروه عمده تقسیم کرد:
- InterCity: استفاده از قطارهای پرسرعت برای اتصال شهرها، دور زدن تمام ایستگاه‌های میانی، بنابراین مراکز اصلی جمعیت را در سریع‌ترین زمان ممکن به هم متصل می‌کند.
- اکسپرس: تماس در برخی از ایستگاه‌های میانی بین شهرها، خدمات رسانی به جوامع شهری بزرگتر
- منطقه ای: تماس در تمام ایستگاه‌های میانی بین شهرها، خدمات رسانی به جوامع کوچکتر در طول مسیر

تمایز بین سه نوع خدمات ریلی بین شهری ممکن است نامشخص باشد. قطارها می‌توانند به عنوان خدمات بین شهری بین شهرهای بزرگ حرکت کنند، سپس به یک سرویس قطار سریع‌السیر (یا حتی منطقه ای) برگردند تا به جوامع در دورترین نقاط سفر برسند. این روش به جوامع کم جمعیت اجازه می‌دهد تا به مقرون به صرفه‌ترین راه خدمات ارائه دهند، به هزینه زمان سفر طولانی‌تر برای کسانی که مایل به سفر به ایستگاه پایانه هستند.
مقاله اصلی: ریل پرسرعت
خدمات ریلی پرسرعت با حداکثر سرعت بالاتر از قطارهای معمولی بین شهری اما کمتر از خدمات ریلی پرسرعت کار می‌کنند. این خدمات پس از بهبود زیرساخت‌های ریلی معمولی برای پشتیبانی از قطارهایی که می‌توانند با خیال راحت با سرعت‌های بالاتر کار کنند، ارائه می‌شوند.

## قطارهای مسافت کوتاه

### قطارهای شهری
قطارهای حومه ای بمبئی روزانه ۷٫۲۴ میلیون مسافر را جابجا می‌کنند.
نوشتار اصلی: راه‌آهن شهری
بسیاری از شهرها و مناطق اطراف آنها توسط قطارهای شهری (همچنین به عنوان قطارهای حومه شهر شناخته می‌شود) خدمات رسانی می‌کنند، که به مسافرانی که خارج از شهری که در آن کار می‌کنند زندگی می‌کنند یا بالعکس خدمات ارائه می‌دهند. به‌طور خاص، در ایالات متحده، خدمات ریلی رفت و آمدی به این صورت تعریف می‌شود: «حمل و نقل ریلی مسافری کوتاه‌مدت در مناطق شهری و حومه شهر معمولاً با کاهش کرایه، بلیط‌های چند سفره و رفت‌وآمد و عملیات‌های اوج صبح و عصر». قطارها در مقایسه با حمل و نقل جاده ای برای جابجایی تعداد زیادی از مردم به‌طور همزمان بسیار کارآمد هستند. در حالی که ممکن است خودروها به دلیل ازدحام ترافیک تأخیر داشته باشند، قطارها بر اساس حق عبور اختصاصی کار می‌کنند که به آنها اجازه می‌دهد از چنین ازدحام عبور کنند.
با استفاده از واگن‌های دو سطحی که به اندازه کافی بلند هستند تا دو سطح صندلی داشته باشند، خدمات ریلی شهری می‌تواند تا ۱۵۰ مسافر در هر واگن قطار و بیش از ۱۰۰۰ مسافر در هر قطار را جابجا کند که به‌طور قابل توجهی از ظرفیت خودروها و اتوبوس‌ها پیشی می‌گیرد.

### واگن ریلی
نوشتار اصلی: واگن ریلی
Bombardier Talent واگن راه‌آهن منطقه ای را بیان کرد
در استفاده بریتانیایی و استرالیایی، «رایل واگن» یک وسیله نقلیه راه‌آهن خودکششی است که برای جابجایی مسافران طراحی شده‌است. این اصطلاح معمولاً برای اشاره به قطاری استفاده می‌شود که از یک واگن مسافری (کالسکه، اتوبوس) با کابین راننده در یک یا هر دو انتها تشکیل شده‌است. برخی از راه‌آهن‌ها، به عنوان مثال راه‌آهن بزرگ غربی، از اصطلاح «موتور راه‌آهن» استفاده می‌کردند. اگر واگن ریلی بتواند یک قطار کامل را بکشد، به احتمال زیاد به آن «موتور واگن» یا «موتور واگن» می‌گویند. اصطلاح «ریل واگن» گاهی اوقات به عنوان نام جایگزین برای انواع کوچک واحدهای چندگانه نیز استفاده می شودکه از بیش از یک مربی تشکیل شده‌است.

### حمل و نقل سریع
مقاله اصلی: حمل و نقل سریع
قطارهای ترانزیت سریع، ریل‌های حمل‌ونقل شهری هستند که در حق تقدم انحصاری کار می‌کنند و عابران پیاده یا وسایل نقلیه ممکن است به آن دسترسی نداشته باشند.

### راه‌آهن سبک
مقاله اصلی: راه‌آهن سبک
ریل‌های سبک قطارهای مسافربری شهری با نیروی برق هستند که در امتداد یک حق عبور انحصاری در سطح زمین، سازه‌های مرتفع، تونل‌ها یا در خیابان‌ها حرکت می‌کنند. سیستم‌های ریل سبک معمولاً از تجهیزات سبک‌تری استفاده می‌کنند که با سرعت‌های پایین‌تری کار می‌کنند تا انعطاف‌پذیری بیشتری در ادغام سیستم‌ها در محیط‌های شهری ایجاد کنند.

### تراموا
یک تراموا در پاریس، فرانسه
مقاله اصلی: تراموا
تراموا (که در آمریکای شمالی به عنوان تراموا نیز شناخته می‌شود) نوعی قطار مسافربری است که در کنار خیابان‌های شهری عمومی در مسیر تراموا حرکت می‌کند و اغلب شامل بخش‌هایی از حق تقدم برای مسافران و وسایل نقلیه است.